# Xerophyta stenophylla
Xerophyta stenophylla (лат.) — вид однодольных растений рода Xerophyta семейства Веллозиевые (Velloziaceae). Впервые описан британским ботаником Джоном Гилбертом Бейкером в 1878 году.
Синоним — Vellozia stenophylla (Baker) Welw. ex B.D.Jacks..

## Распространение и среда обитания
Эндемик Анголы. Типовой экземпляр собран в провинции Мосамедеш (ныне провинция Намибе).

## Ботаническое описание
Кустарник.
Листья розеточные, по 6—8 на каждом растении, размером 15—20×0,3 см, жёсткие, голые, заострённые.
Цветёт редко.